# Square Rapp
Le square Rapp est une voie du 7e arrondissement de Paris, en France.

## Situation et accès
Le square Rapp est une voie mixte qui débute entre les 33 et 35, avenue Rapp et se termine en impasse une cinquantaine de mètres plus loin. Il forme un coude à peu près en son milieu.
Seuls quatre immeubles donnent sur la voie. Le fond du square, derrière une grille qui rend la voie privée, est formé par la façade aveugle du 10, rue Sédillot.
Ce site est principalement desservi par la ligne C du RER, à la gare du Pont de l'Alma.

## Origine du nom

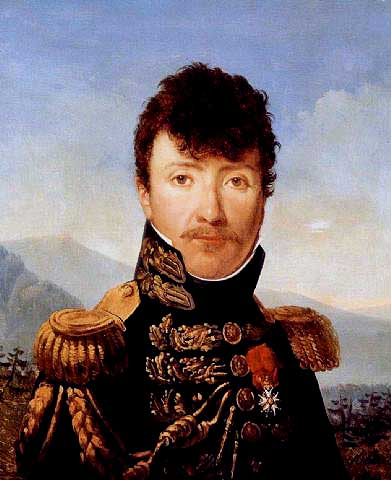
Jean Rapp par Henri-François Riesener.

Cette place porte le nom du général d'Empire français Jean Rapp (1773-1821), en raison de sa proximité avec l'avenue éponyme.

## Historique
Précédemment « villa de Monttessuy », le square prend sa dénomination actuelle puis est classé dans la voirie de Paris par un arrêté municipal du 29 avril 1997.

## Bâtiments remarquables et lieux de mémoire
- No 3 : immeuble de style Art nouveau construit par l’architecte Jules Lavirotte[1] en 1899, sur la commande de la comtesse de Monttessuy. Celle-ci était installée au premier étage, tandis que l’architecte et son épouse occupaient le duplex du dernier étage[2].
- No 4 : immeuble de la Société théosophique[3] ; théâtre de la Tour Eiffel qui date de 1907, acheté en 2016 par l'humoriste Christelle Chollet[4].

La fontaine du square Rapp
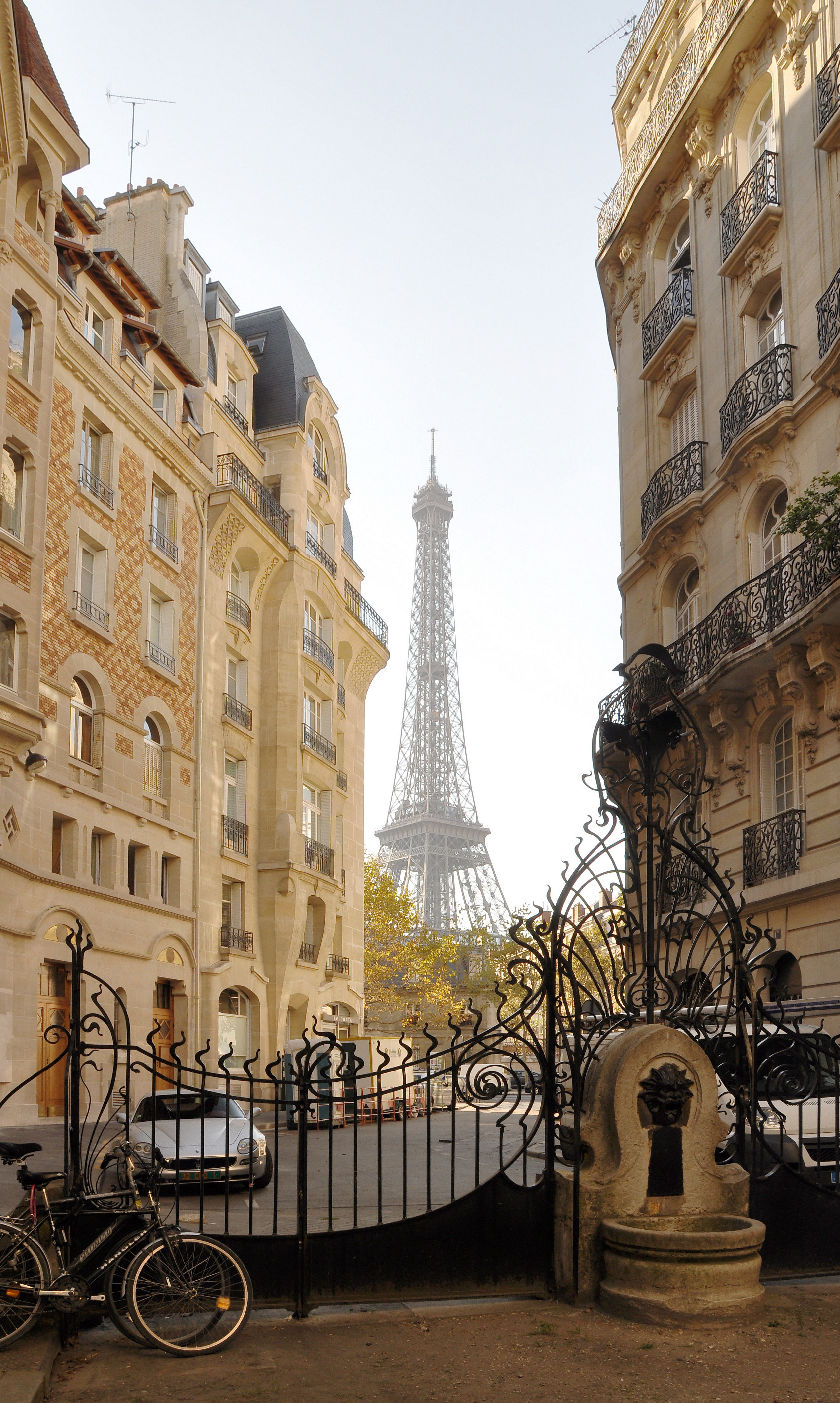
Fontaine du square.
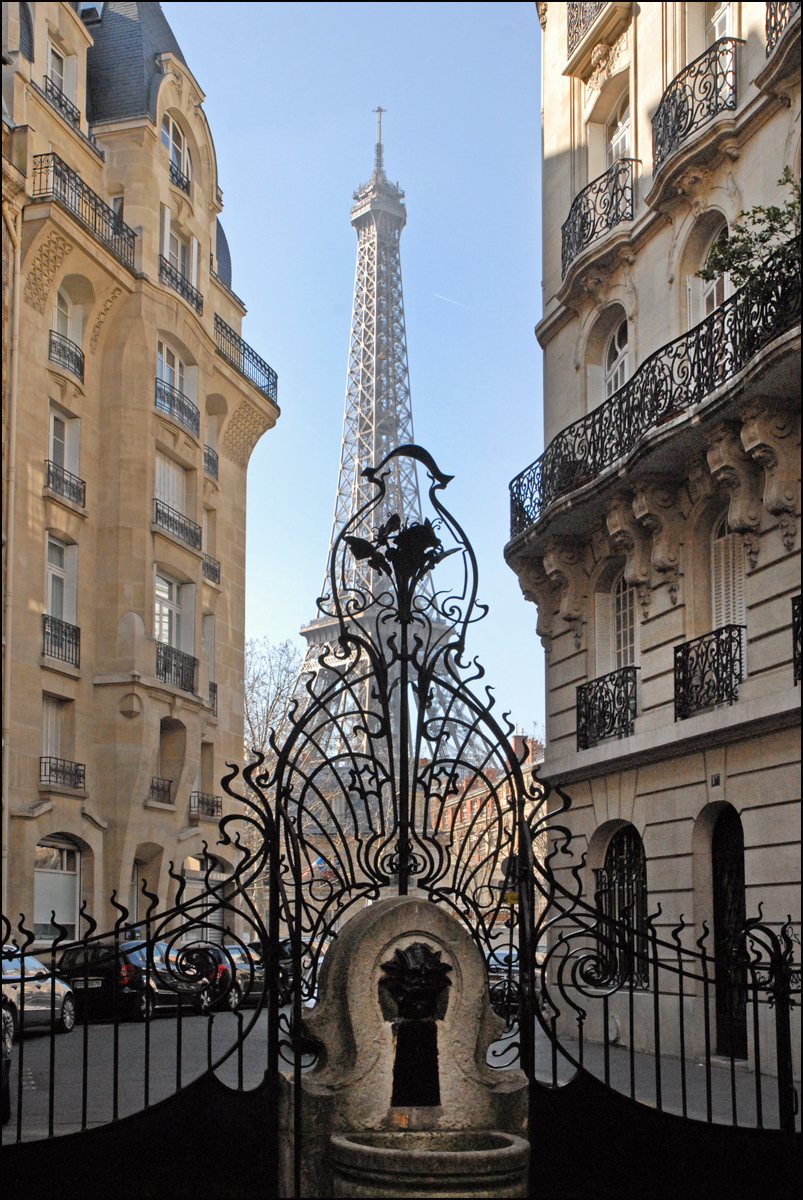
Grille extérieure.
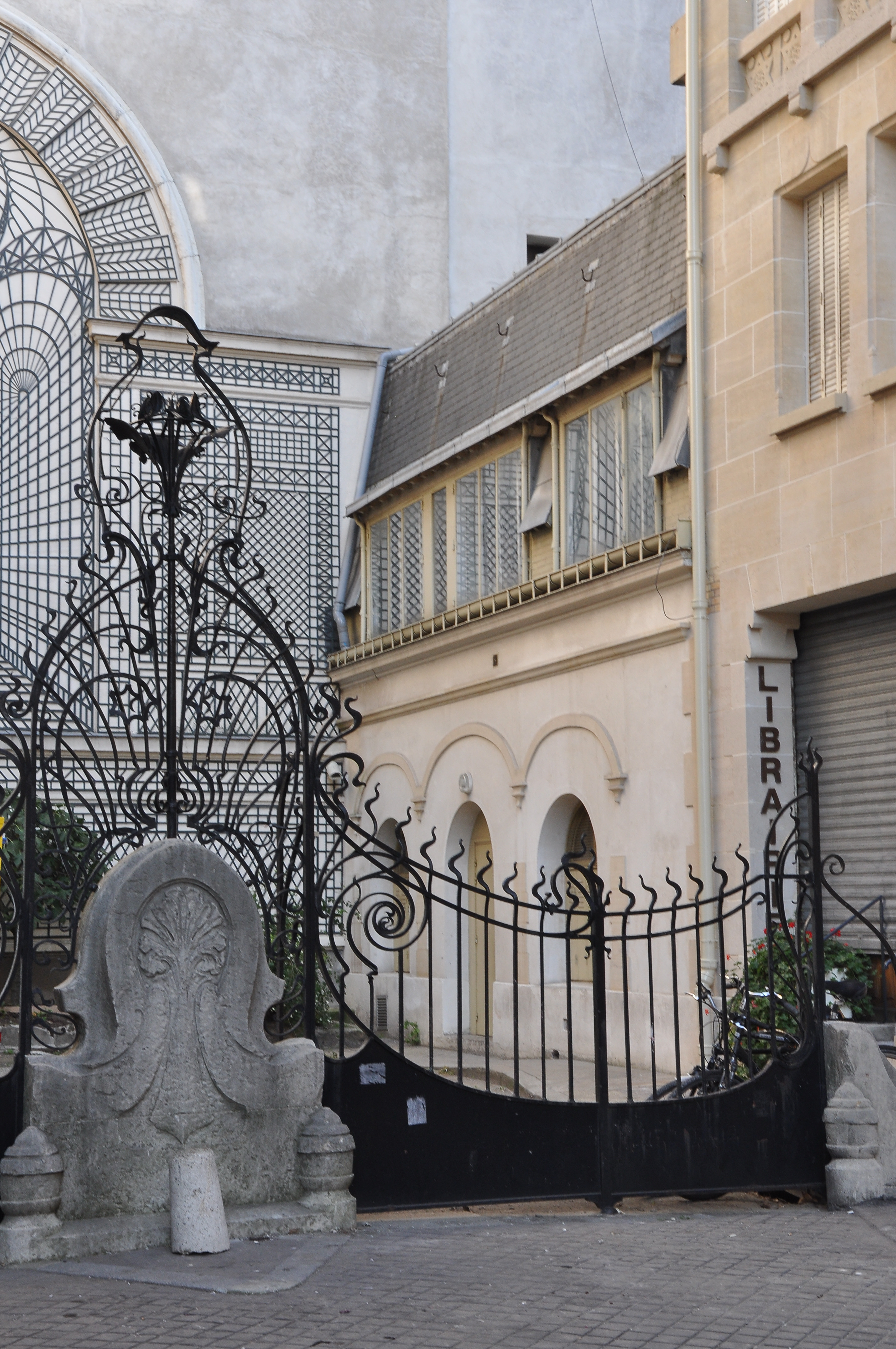
Fontaine.